# Hijo único

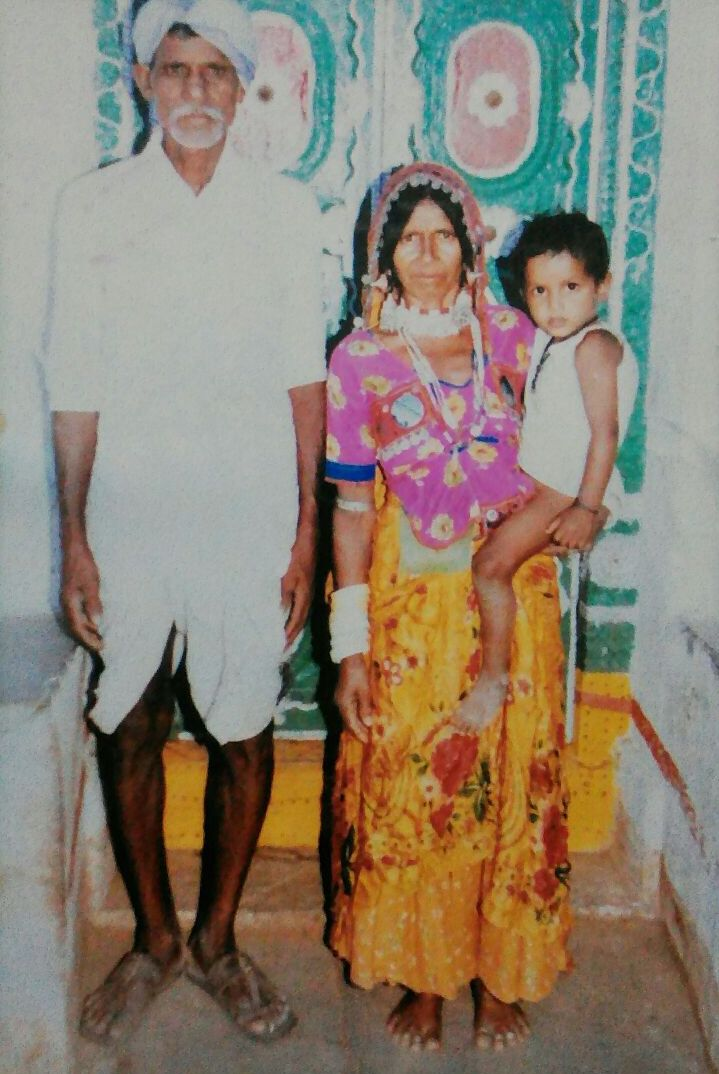
Familia de hijo único, compuesta solamente por padre, madre e hijo.

Hijo único o hija única es la expresión que hace referencia tanto a la paternidad limitada a un solo descendiente, decidida o sobrevenida, como a las políticas de control demográfico que promueven la paternidad única.

## Historia
A lo largo de la historia, los hijos únicos eran relativamente poco comunes. Desde aproximadamente mediados del siglo XX, las tasas de natalidad y el tamaño promedio de las familias cayeron drásticamente por una serie de razones, como las preocupaciones percibidas sobre la superpoblación humana y el hecho de que más mujeres tuvieran su primer hijo más tarde en la vida debido al control de la natalidad y a la incorporación de las mujeres a la fuerza laboral. La proporción de familias en Estados Unidos con hijos únicos aumentó durante la Gran Depresión, pero disminuyó durante el baby boom posterior a la Segunda Guerra Mundial. En 1953, después del fin de la guerra de Corea, el Gobierno de Corea del Sur sugirió que los ciudadanos tuvieran uno o dos hijos para impulsar la prosperidad económica, lo que resultó en tasas de natalidad significativamente reducidas y un mayor número de hijos únicos en el país.
Entre 1980 y 2015, la política de hijo único en la República Popular China restringió a la mayoría de los padres a tener un solo hijo, aunque estaba sujeta a relajaciones locales y circunstancias individuales (por ejemplo, cuando se concebían gemelos).
Las familias pueden tener un hijo único por una variedad de razones: preferencia personal, planificación familiar con o sin anticonceptivos, problemas financieros y de salud emocional o física, deseo de viajar, factores estresantes en la familia, ventajas educativas, matrimonio tardío, estabilidad, concentración de esfuerzos, limitaciones de tiempo, miedo al embarazo, edad avanzada, familia monoparental, nacimiento ilegítimo, infertilidad, divorcio y muerte de un padre o hermano. La muerte prematura de uno de los padres también contribuyó a que un pequeño porcentaje de matrimonios tuvieran un solo hijo hasta aproximadamente mediados del siglo XX, sin mencionar la entonces rara ocurrencia del divorcio.
A veces se dice que los hijos únicos tienen más probabilidades de desarrollar intereses precoces (por pasar más tiempo con adultos) y de sentirse solos. A veces compensan la soledad desarrollando una relación más fuerte consigo mismos o desarrollando una vida de fantasía activa que incluye amigos imaginarios.

## Estereotipos
En los países occidentales, los hijos únicos pueden ser objeto de un estereotipo que los equipara a «niños malcriados». G. Stanley Hall fue uno de los primeros comentaristas que dio mala reputación a los hijos únicos cuando se refirió a su situación como «una enfermedad en sí misma». Incluso hoy en día, los hijos únicos suelen ser estereotipados como «malcriados, egoístas y consentidos». Si bien muchos hijos únicos reciben mucha atención y recursos para su desarrollo, no está claro que, al analizarlos como un conjunto, sean sobreprotegidos o difieran significativamente de los niños con hermanos. Susan Newman, psicóloga social de la Universidad Rutgers y autora de Parenting an Only Child (2001), dice que esto es un mito: «La gente dice que los hijos únicos son malcriados, agresivos, mandones, solitarios y desadaptados», afirmó. «Se han realizado cientos y cientos de estudios de investigación que muestran que los hijos únicos no son diferentes de sus compañeros». Sin embargo, otras investigaciones que incluyen calificaciones de los maestros sobre las habilidades sociales e interpersonales de los niños estadounidenses han otorgado a los hijos únicos calificaciones más bajas en autocontrol y habilidades interpersonales. Si bien un estudio posterior no logró encontrar evidencia de que esto continuara durante la escuela secundaria y preparatoria, otra investigación mostró que los déficits persistían al menos hasta el quinto grado. En general, la mayoría de los hallazgos no respaldan la visión negativa de los hijos únicos, aunque existen diferencias. Los hijos únicos han demostrado a través de numerosos estudios que son más inteligentes, autónomos, educados y maduros que sus compañeros.
En China, los problemas de conducta percibidos en los hijos únicos se han denominado el «síndrome del pequeño emperador» y se ha culpado a la falta de hermanos de una serie de males sociales como el materialismo y el crimen. Sin embargo, estudios recientes no respaldan estas afirmaciones y no muestran diferencias significativas en la personalidad entre hijos únicos e hijos de familias más numerosas. Se ha especulado que la política de hijo único, que terminó en 2015, era la causa subyacente de los abortos forzados, el infanticidio femenino, los nacimientos no notificados de niñas y se ha sugerido como una posible causa detrás del creciente número de delitos y el desequilibrio de género en China.
Los medios de comunicación populares muchas veces postulan que es más difícil para los hijos únicos cooperar en un entorno familiar convencional, ya que no tienen competidores por la atención de sus padres y otros familiares. Se sugiere que surge confusión acerca de las normas de edades y roles y que existe un efecto similar en la comprensión durante las relaciones con otros pares y jóvenes, a lo largo de toda la vida. Además, existe la creencia de que muchos sienten que sus padres ponen presión y expectativas extra sobre el hijo único y que además son perfeccionistas. Se ha observado que los hijos únicos tienden a madurar más rápido. Algunos psicólogos creen en el «síndrome del hijo único», aunque hay muy pocas pruebas que lo respalden. El «síndrome del hijo único» es la idea de que, en la edad adulta, quienes no han tenido hermanos tienen más probabilidades de tener habilidades sociales menos desarrolladas y tendencias antisociales que han heredado de la infancia.

## Investigación científica
Una revisión cuantitativa de 1987 de 141 estudios sobre dieciséis rasgos de personalidad diferentes no logró apoyar la opinión, sostenida por teóricos como Alfred Adler, de que los hijos únicos tienen más probabilidades de estar desadaptados debido a los mimos. El estudio no encontró evidencia de una mayor prevalencia de desajuste entre los hijos únicos. La única diferencia estadísticamente significativa descubierta fue que los hijos únicos poseían una mayor motivación de logro, lo que Denise Polit y Toni Falbo atribuyeron a su mayor participación en los recursos, expectativas y escrutinio de los padres, lo que los exponía a un mayor grado de recompensa y a una mayor probabilidad de castigo por no alcanzar las expectativas. Un segundo análisis realizado por los autores reveló que los hijos únicos, los niños con un solo hermano y los primogénitos en general obtienen mejores resultados en pruebas de capacidad verbal que los hijos posteriores y los niños con varios hermanos.
Un estudio a gran escala (n=8689) no encontró evidencia de la idea de que los hijos únicos son más narcisistas que los niños con hermanos.
Toni Falbo y Denise Polit, en su investigación sobre hijos únicos, reunieron 115 estudios para abordar información y evidencia sobre la personalidad, la inteligencia, la adaptabilidad y las relaciones con los compañeros y sus padres. Según sus hallazgos, los hijos únicos superaron a todos los demás en cada categoría, excepto a los niños que estaban en circunstancias similares a las de ellos, como los primogénitos. Uno de sus mayores hallazgos fue que la relación padre-hijo era positivamente más fuerte en comparación con aquellos niños que tenían hermanos. Debido a que esta relación está presente de manera significativa en la vida de un hijo único, se correlacionó con los resultados del desarrollo, mostrando que los hijos únicos no estaban en desventaja en el desarrollo.
Según el modelo de dilución de recursos, los recursos de los padres (por ejemplo, el tiempo para leerle al niño) son importantes para el desarrollo. Debido a que estos recursos son finitos, se cree que los niños con muchos hermanos reciben menos recursos. Sin embargo, el modelo de confluencia sugiere que existe un efecto opuesto entre los beneficios que reciben los hijos menores al recibir tutoría de sus hermanos menores, aunque la tutoría no compensa la proporción reducida de recursos parentales. Esto proporciona una explicación para el peor desempeño en pruebas de capacidad de los hijos únicos en comparación con los primogénitos, que se ve comúnmente en la literatura, aunque también se han sugerido explicaciones como la mayor y más temprana probabilidad de experimentar la separación o pérdida de los padres para los últimos nacidos y los hijos únicos, ya que esta puede ser la causa de su propio estatus.
En su libro Maybe One (1998), el activista ambiental Bill McKibben argumenta a favor de una política voluntaria de hijo único, argumentando el cambio climático y la superpoblación. Tranquiliza al lector con una narrativa construida a partir de entrevistas con investigadores y escritores sobre hijos únicos, combinada con fragmentos de la literatura de investigación, de que esto no sería perjudicial para el desarrollo infantil. Sostiene que la mayoría de los estereotipos culturales son falsos, que no hay muchas diferencias entre los hijos únicos y los demás niños y, cuando las hay, son favorables al hijo único.
La mayoría de las investigaciones sobre hijos únicos han sido cuantitativas y se han centrado en el comportamiento de esos hijos y en cómo otros (por ejemplo, los profesores) evalúan ese comportamiento. Bernice Sorensen, por el contrario, utilizó métodos cualitativos para extraer significados y descubrir lo que los hijos únicos entienden, sienten o perciben acerca de sus vidas vividas sin hermanos. Su investigación mostró que, a lo largo de su vida, los hijos únicos muchas veces se vuelven más conscientes de su propia condición y se ven muy afectados por el estereotipo de hijo único de la sociedad, independientemente de que sea verdadero o falso. En su libro Only Child Experience and Adulthood (2008), sostiene que crecer en una sociedad predominantemente fraternal afecta a los hijos únicos y que su falta de relaciones entre hermanos puede tener un efecto importante tanto en la forma en que se ven a sí mismos y a los demás como en cómo interactúan con el mundo.
La última investigación de Cameron et al. (2011) controla la endogeneidad asociada con ser hijo único. Los padres que deciden tener un solo hijo podrían diferir sistemáticamente en sus características de los padres que deciden tener más de un hijo. El artículo concluye que «aquellos que crecieron como hijos únicos como consecuencia de la política [de hijo único en China] son menos confiados, menos dignos de confianza, menos propensos a asumir riesgos y menos competitivos que si hubieran tenido hermanos. También son menos optimistas, menos conscientes y más propensos al neuroticismo». Además, según el profesor Cameron, se encontró que «una mayor exposición a otros niños en la infancia —por ejemplo, interacciones frecuentes con primos y/o asistencia a guarderías— no era un sustituto de tener hermanos».
En su libro Born to Rebel (1996), Frank Sulloway proporciona evidencia de que el orden de nacimiento influye en el desarrollo de los «cinco grandes rasgos de personalidad» (también conocidos como el modelo de los cinco factores). Sulloway sugiere que los primogénitos y los hijos únicos son más conscientes, socialmente más dominantes, menos agradables y menos abiertos a nuevas ideas en comparación con los hijos posteriores. Sin embargo, sus conclusiones han sido cuestionadas por otros investigadores, quienes sostienen que los efectos del orden de nacimiento son débiles e inconsistentes. En uno de los estudios más amplios realizados sobre el efecto del orden de nacimiento en los cinco factores, los datos de una muestra nacional de 9664 individuos no encontraron asociación entre el orden de nacimiento y las puntuaciones en la prueba de personalidad NEO PI-R. De manera similar, un estudio a gran escala (n=8689) de 2020 no encontró ninguna evidencia que respalde la hipótesis de que los hijos únicos son más narcisistas que los que no lo son.